# Gare de Nomain
Gare de Nomain – przystanek kolejowy w Nomain, w departamencie Nord, w regionie Hauts-de-France, we Francji. Jest zarządzana przez SNCF (budynek dworca) i przez RFF (infrastruktura).
Stacja jest obsługiwana przez pociągi TER Nord-Pas-de-Calais.

## Położenie
Stacja znajduje się na linii Fives – Hirson, w km 17,984, pomiędzy stacjami Templeuve i Orchies, na wysokości 47 m n.p.m.

## Linie kolejowe
- Fives – Hirson